# William Prynne
William Prynne (Swainswick, 1600 – Londra, 24 ottobre 1669) è stato uno scrittore e giurista inglese. Oppositore della politica ecclesiastica di William Laud, fu un importante esponente del movimento presbiteriano e divenne noto negli anni '40 del Seicento come polemista.

## Biografia
Nato nel 1600 a Swainswick nel Somerset, studiò alla grammar school di Bath e all'Oriel College di Oxford. Conseguì la laurea il 22 gennaio 1621, fu ammesso al Lincoln's Inn lo stesso anno e fu iscritto all'albo degli avvocati nel 1628. L'influenza di John Preston, che allora insegnava teologia al Lincoln's Inn, radicalizzò le sue posizioni teologiche.
Divenuto un fanatico puritano, Prynne acquistò una certa notorietà per una serie di violenti trattati polemici in cui si scagliava contro la dissolutezza dei costumi e della morale e difendeva le prerogative del Parlamento contro l'assolutismo regio. Nel 1627 pubblicò il suo primo libro, un trattato teologico intitolato The Perpetuity of a Regenerate Man's Estate, seguito nei tre anni successivi da altri tre pamphlet contro gli arminiani. Nella prefazione a uno di essi, Prynne faceva appello al Parlamento affinché sopprimesse tutti gli scritti contrari alla dottrina calvinista e costringesse il clero ad aderire alle decisioni del sinodo di Dordrecht.

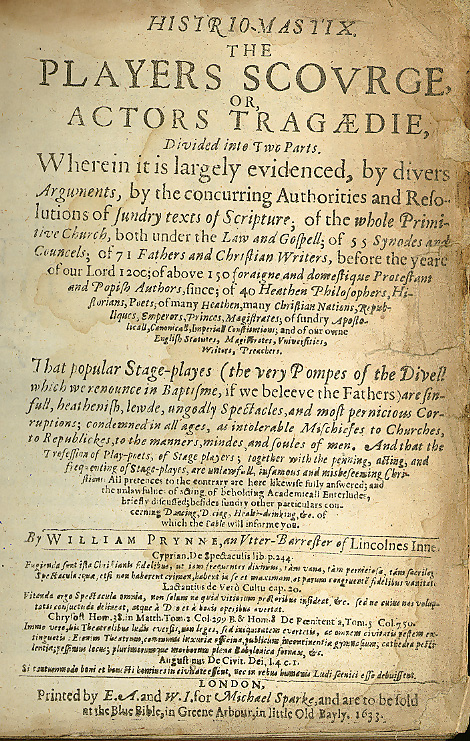
Frontespizio dell'Histriomastix

Nel tardo autunno del 1632 pubblicò l'Histriomastix, un violento libello nel quale attaccava il teatro e gli attori, scagliandosi in particolare contro l'uso di far interpretare a giovani uomini ruoli femminili. Prynne criticava ferocemente anche le attrici. Secondo Prynne, infatti, le attrici non erano altro che "volgari prostitute" e "nessuna donna cristiana poteva essere così sfacciata da parlare in pubblico su un palcoscenico".
Sfortunatamente per Prynne, la regina, Enrichetta Maria, appassionata di teatro, recitò in un dramma pastorale intitolato The Shepherds' Paradise solo poche settimane dopo la pubblicazione del trattato. L'attacco di Prynne contro le attrici fu interpretato come una critica della regina stessa; del resto Prynne aveva anche denunciato pubblicamente la danza, che considerava una pratica vergognosa e malvagia, ed era ben noto che la regina amava ballare. L'opera fu immediatamente proibite e Prynne fu mandato alla Torre di Londra, dove fu sottoposto a processo da parte della Star Chamber e dell'Alta Commissione per gli Affari Religiosi. Fu condannato all'ergastolo, a una multa di 5.000 sterline ed espulso dal Lincoln's Inn dove aveva esercitato la professione di avvocato. La severità della sentenza fu accresciuta dal brutale ordine di tagliargli entrambe le orecchie mentre si trovava alla pubblica gogna. La sentenza fu debitamente eseguita, un orecchio gli fu tagliato a Westminster e l'altro a Cheapside.
Celebrato come un eroe dai puritani, Prynne era considerato un fanatico estremista da gran parte dell'opinione pubblica inglese. Il giornalista John Burgh lo definì "un pazzo e un fazioso, che brama una sorta di martirio puritano".
Nell'estate del 1637 Prynne fu nuovamente processato davanti alla Star Chamber insieme ad altri due puritani, Henry Burton e John Bastwick, con l'accusa di aver diffamato i vescovi inglesi. In qualche modo era riuscito a scrivere degli opuscoli nella sua cella di prigione che erano stati fatti uscire clandestinamente da alcuni amici che erano andati a fargli visita. Le condanne furono tanto brutali quanto prevedibili. I tre uomini furono condannati al carcere a vita. Prynne fu di nuovo esposto alla berlina, dove gli fu tagliato quel che gli rimaneva delle orecchie. Liberato nel 1640, Prynne si inimicò William Laud, ma riuscì comunque a farsi eleggere parlamentare per il collegio di Newport.
Fervido oppositore di Oliver Cromwell, fu cacciato dal parlamento e arrestato (1650). Liberato nel 1653, accolse con favore la restaurazione, fece parte del Lungo Parlamento e fu nominato archivista della Torre di Londra. Dopo una vita travagliata, morì in pace il 24 ottobre 1669, a 69 anni.

## Opere
- Perpetuity of a Regenerate Man's Estate (1627)
- Histriomastix, or a Scourge of the Stage-players (1632)
- Brevia Parlamentaria Rediviva (1662)